# Вольховский, Валерий Абрамович
Вале́рий Абра́мович (Арка́дьевич) Вольховский (16 декабря 1938, Николаев, Украинская ССР — 19 сентября 2003, Воронеж) — советский и российский актёр и режиссёр кукольного театра, театральный деятель. Народный артист РФ (1994). Лауреат Государственной премии РСФСР им. К. С. Станиславского (1985) и Государственной премии РФ (1998).

## Биография
Валерий Абрамович (Аркадьевич) Вольховский родился 16 декабря 1938 года в Николаеве Украинской ССР в театральной семье. Мать была актрисой, отец — художником кукольного театра.
В 1958 году играл в Крымском театре кукол в Симферополе. В 1964 году окончил отделение «Актёр театра кукол» Ленинградского государственного института театра, музыки и кинематографии (ЛГИТМиК; курс М. М. Королёва). В 1970 году окончил Высшие режиссёрские курсы в Москве.
В 1964—1965 годах работал в театре кукол Тамбова. В 1965—1966 годах служил в Харьковском театре кукол.
В 1966—1972 годах был главным режиссёром Белгородского театра кукол, в 1972—1975 годах — Орловского театра кукол, а в 1975—1977 годах — театра кукол Брянска. В 1977—1987 годах — главный режиссёр Челябинского театра кукол.
С 1987 года был художественным руководителем Воронежского театра кукол «Шут». Принимал участие во многочисленных международных фестивалях . Гастролировал во Франции, Швейцарии, Чехословакии, Болгарии, Венгрии.
11.01.1994 года «за большие заслуги в области театрального искусства» В. А. Вольховскому присвоено почетное звание «Народный артист Российской Федерации».
В 1998—2002 годах был президентом Российского центра Международной ассоциации деятелей театров кукол (UNIMA).
04.06.1999 года Государственная премия Российской Федерации в области литературы и искусства 1998 года за произведения для детей и юношества присуждена Вольховскому Валерию Абрамовичу, Луценко Елене Леонидовне — за детские спектакли Воронежского государственного театра кукол.
Умер 19 сентября 2003 года в Воронеже. Похоронен на Коминтерновском кладбище.

## Награды и премии
- Государственная премия РСФСР имени К. С. Станиславского (1985) — за спектакли «Карьера Артура Уи, которой могло не быть» Б. Брехта, «Мёртвые души» Н. В. Гоголя, «Аистёнок и пугало» Л. Лопейской и Г. Крчуловой, поставленные на сцене Челябинского ОТК.
- Заслуженный деятель искусств РСФСР (22.12.1986).
- Народный артист России (11.01.1994) [2].
- Государственная премия Российской Федерации в области литературы и искусства 1998 года за произведения для детей и юношества «За детские спектакли Воронежского государственного театра кукол» (1998) [3].
- Лауреат премии «Золотой фонд Воронежской области» (2002) и областного театрального конкурса «Событие сезона» (1995, 1996).

## Работы в театре

### Челябинский театр кукол
- «Соломенный жаворонок. Фантазия на тему древнерусского фольклора» В. Новацкого и Ю. Фридмана
- «Процесс над Жанной д'Арк. Руан. 1431 год» (собств. инсценировка по Ж. Аную, Б. Шоу и Г. А. Панфилову)
- «Маленький принц» А. де Сент-Экзюпери
- «Карьера Артуро Уи, которой могло и не быть» по Б. Брехту
- «Мёртвые души» Н. Гоголя
- «Соловей и император» В. Синакевича
- «Бука» М. Супонина
- «Мы играем в Чебурашку» Э. Успенского и Р. Качанова
- «Краса Ненаглядная» Е. Сперанского
- «Два мастера» Ю. Елисеева
- «Белоснежка и семь гномов» Л. Устинова и О. Табакова
- «Приключения Незнайки» Н. Носова
- «Золотой цыплёнок» В. Орлова
- «Аистёнок и пугало» Л. Лупейской, Г. Крчуловой (1984)

### Воронежский театр кукол
- «Аистёнок и пугало» Л. Лупейской, Г. Крчуловой (1986)
- «Озёрный мальчик» П. Вежинова (1988)
- «Маленький принц» А. де Сент–Экзюпери (1988)
- «Соловей и император» В. Синакевича (1991)
- «Из жизни насекомых» К. Чапека (1992)
- «Карьера Артура Уи» Б. Брехта (1993)
- «Мёртвые души» Н. Гоголя (1994)
- «Левша» Н. Лескова (1995)
- «Шинель» Н. Гоголя (2001)
- «Дикий» В. Синакевича (2002)
- «Али Баба и сорок разбойников»

### Томский театр куклы и актера «Скоморох»
- «Дон Кихот» Дж. Вассермана (2002)
- «Левша» по Н. Лескову

## Фильмография
- 1972 — Дружба врозь (телеспектакль) — сценарист
- 1987 — Карьера Артуро Уи (телеспектакль) — режиссёр
- 1989 — Мёртвые души (телеспектакль) — Автор (главная роль), режиссёр

## Память
- В сентябре 2004 года на здании Воронежского кукольного театра была открыта мемориальная доска, посвященная Вольховскому.
- В 2006 году Челябинскому театру кукол присвоено имя Валерия Вольховского.